# FMA I.Ae. 45 Querandí
ФМА I.Ae. 45 «Керанди» (исп. FMA I.Ae. 45 Querandí) — аргентинский двухмоторный лёгкий самолёт общего назначения. Разработан по заказу ВВС Аргентины сотрудниками кордовского Института аэротехники под руководством Хосе Ф. Эласкара в середине 50-х годов.
Представлял собой шестиместный моноплан с высокорасположенным крылом. Самолёт оснащался двумя двигателями Lycoming O-320 мощностью 150 л.с. Первый опытный образец совершил полёт 23 сентября 1957 года. Второй прототип был готов только через три года и впервые взлетел 15 ноября 1960 года. В серию пошла модернизированная версия самолёта I.Ae. 45B с двигателем Lycoming O-360 мощностью 180 л.с..

## Тактико-технические характеристики
Источник данных: 

Технические характеристики
- Экипаж: 1-2
- Пассажировместимость: 5 или двое носилок и сопровождающий
- Длина: 8,92 м
- Размах крыла: 13,75 м
- Высота: 2,79 м
- Площадь крыла: 19,30 м²
- Масса пустого: 1170 кг
- Нормальная взлётная масса: 1800 кг
- Силовая установка: 2 × ПД Lycoming O-360
- Мощность двигателей: 2 × 180 л. с.

Лётные характеристики
- Максимальная скорость: 275 км/ч
- Крейсерская скорость: 245 км/ч
- Практическая дальность: 684 км
- Практический потолок: 7 500 м
- Скороподъёмность: 420 м/мин